# Maria Pia Backes

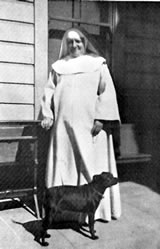
Fotografía de Maria Pia Backes (1852-1925).

Maria Pia Backes (Nueva York, 1852 - Misión San José, 1925) fue una religiosa católica estadounidense, misionera en California y fundadora de la Congregación de la Reina del Santísimo Rosario.

## Biografía
Maria Pia Backes nació Nueva York, en 1852. De joven ingresó a las Hermanas Dominicanas del Convento de la Santa Cruz, Brooklyn, Nueva York. En medio de la rápida afluencia de inmigrantes en la ciudad de San Francisco a fines del siglo XIX, el primer arzobispo de San Francisco, Joseph Sadoc Alemany, sacerdote dominicano, escribió a las Hermanas Dominicas, pidiendo ayuda para enseñar a los hijos de los inmigrantes en su diócesis. Maria Pia Backes, de 24 años, Amanda Bednartz, de 17, y Salesia Fichtner, de 21 años, asumieron esta misión y llegaron a San Francisco el 11 de noviembre de 1876. Elegida superiora Maria Pia Backes, independizó la Misión de San Francisco de la casa madre Brooklyn, dando inicio a las Dominicas de la Congregación de la Reina del Santísimo Rosario (conocidas también como Dominicas de la Misión de San José).
La preocupación de Backes era principalmente la educación de los jóvenes, especialmente los pobres y vulnerables. La persistencia y la fe de esta religiosa la llevaron a fundar escuelas y orfanatos a lo largo de la costa del Pacífico y, finalmente, a extenderse a través de las fronteras de los Estados Unidos hacia México, Alemania y Guatemala. Luego de establecer la curia general del instituto en la Misión San José en California murió en 1925.